# 칠음 음계
칠음 음계는 옥타브마다 일곱 개의 음이 있는 음계이다. 칠음 음계 중 가장 유명한 것들은 장음계(C D E F G A B C), 가락 단음계(올라갈 때는 C D E♭ F G A B C, 내려올 때는 C B♭ A♭ G F E♭ D C), 화성 단음계(C D E♭ F G A♭ B C), 그리고 비잔틴, 헝가리안, 집시, 또는 이집티안 스케일(C D E♭ F♯ G A♭ B C)로 알려진 음계 등이 있다. 남 인도 전통 음악(카르나틱) 이론은 72개의 멜라카르타(Melakarta)라고 부르는 칠음 음계를 기준으로 삼으며, 반면 힌두 전통음악은 타트(Thaat)라고 부르는 칠음 음계 12개 또는 7개(학자에 따라 다름)를 기준으로 삼는다.

## 헵토니아 프리마와 세쿤다
헵토니아 프리마(heptonia prima)와 헵토니아 세쿤다(heptonia secunda)는 온음과 반음을 사용하여 형성되는 다양한 칠음 음계를 일컫는다. 단, 두 개의 반음이 연속으로 나오는 것은 제외된다. 일부 스케일은 다른 것들보다 이론적이다.

### 헵토니아 프리마
으뜸음을 A에서 시작하여 '자연 단음계'(A, B, C, D, E, F, G, A)의 음을 따라서 모드를 만들면 다음의 일곱 가지 모드가 만들어진다. 온음은 t(tone), 반음은 s(semitone)으로 나타내었다.
| 이름                        | 음정 구성     |                                                                                   | 다(C)에서 시작                                                                    |
| --------------------------- | ------------- | --------------------------------------------------------------------------------- | --------------------------------------------------------------------------------- |
| 에올리아 선법 (자연 단음계) | t-s-t-t-s-t-t | 브라우저에서 소리 재생을 지원하지 않습니다. 오디오 파일을 다운로드할 수 있습니다. | 브라우저에서 소리 재생을 지원하지 않습니다. 오디오 파일을 다운로드할 수 있습니다. |
| 로크리아 선법               | s-t-t-s-t-t-t | 브라우저에서 소리 재생을 지원하지 않습니다. 오디오 파일을 다운로드할 수 있습니다. | 브라우저에서 소리 재생을 지원하지 않습니다. 오디오 파일을 다운로드할 수 있습니다. |
| 이오니아 선법 (장음계)      | t-t-s-t-t-t-s | 브라우저에서 소리 재생을 지원하지 않습니다. 오디오 파일을 다운로드할 수 있습니다. | 브라우저에서 소리 재생을 지원하지 않습니다. 오디오 파일을 다운로드할 수 있습니다. |
| 도리아 선법                 | t-s-t-t-t-s-t | 브라우저에서 소리 재생을 지원하지 않습니다. 오디오 파일을 다운로드할 수 있습니다. | 브라우저에서 소리 재생을 지원하지 않습니다. 오디오 파일을 다운로드할 수 있습니다. |
| 프리지아 선법               | s-t-t-t-s-t-t | 브라우저에서 소리 재생을 지원하지 않습니다. 오디오 파일을 다운로드할 수 있습니다. | 브라우저에서 소리 재생을 지원하지 않습니다. 오디오 파일을 다운로드할 수 있습니다. |
| 리디아 선법                 | t-t-t-s-t-t-s | 브라우저에서 소리 재생을 지원하지 않습니다. 오디오 파일을 다운로드할 수 있습니다. | 브라우저에서 소리 재생을 지원하지 않습니다. 오디오 파일을 다운로드할 수 있습니다. |
| 믹솔리디아 선법             | t-t-s-t-t-s-t | 브라우저에서 소리 재생을 지원하지 않습니다. 오디오 파일을 다운로드할 수 있습니다. | 브라우저에서 소리 재생을 지원하지 않습니다. 오디오 파일을 다운로드할 수 있습니다. |

### 헵토니아 세쿤다(Heptonia secunda)
헵토니아 프리마(온음계)와 헵토니아 세쿤다와의 차이는 각 반음 사이에 2개와 3개의 온음이 있는지, 1개와 4개의 온음이 있는지의 여부이다. 헵토니아 세쿤다는 가락 단음계의 상행 모드로 불리는데, 그 이유는 상행 가락 단음계로 가장 많이 쓰이기 때문이다. 하지만 다른 음에서 시작하면 다른 모드도 만들 수 있다. 으뜸음을 A부터 시작하여 상행 가락 단음계 (A, B, C, D, E, F♯, G♯)의 음을 따라서 모드를 만들면 다음의 일곱 개의 모드가 만들어진다.
| 이름                                                         | 음정 구성     |                                                                                   |
| ------------------------------------------------------------ | ------------- | --------------------------------------------------------------------------------- |
| '상행 가락 단음계'                                           | t-s-t-t-t-t-s | 브라우저에서 소리 재생을 지원하지 않습니다. 오디오 파일을 다운로드할 수 있습니다. |
| '6번 음을 올린 프리지안'                                     | s-t-t-t-t-s-t | 브라우저에서 소리 재생을 지원하지 않습니다. 오디오 파일을 다운로드할 수 있습니다. |
| '5번 음을 올린 리디안'                                       | t-t-t-t-s-t-s | 브라우저에서 소리 재생을 지원하지 않습니다. 오디오 파일을 다운로드할 수 있습니다. |
| '어쿠스틱 스케일' 또는 '리디안 도미넌트' 스케일              | t-t-t-s-t-s-t | 브라우저에서 소리 재생을 지원하지 않습니다. 오디오 파일을 다운로드할 수 있습니다. |
| '메이저 마이너' 스케일                                       | t-t-s-t-s-t-t | 브라우저에서 소리 재생을 지원하지 않습니다. 오디오 파일을 다운로드할 수 있습니다. |
| 'Half diminished scale' 또는 '2번 음을 올린 로크리안' 스케일 | t-s-t-s-t-t-t | 브라우저에서 소리 재생을 지원하지 않습니다. 오디오 파일을 다운로드할 수 있습니다. |
| '얼터드 스케일'                                              | s-t-s-t-t-t-t | 브라우저에서 소리 재생을 지원하지 않습니다. 오디오 파일을 다운로드할 수 있습니다. |

## 같이 보기
- 온음계와 반음계

## 참고 문헌
1. 1 2  The New Grove Dictionary of Music and Musicians, second edition, edited by Stanley Sadie and John Tyrrell (London, 2001)